# Trichopyrrhosia uruhuasi
Trichopyrrhosia uruhuasi är en tvåvingeart som beskrevs av Townsend 1927. Trichopyrrhosia uruhuasi ingår i släktet Trichopyrrhosia och familjen parasitflugor.
Artens utbredningsområde är Peru. Inga underarter finns listade i Catalogue of Life.